# Kruidvlier-associatie
De kruidvlier-associatie (Heracleo-Sambucetum ebuli) is een associatie uit het verbond van look-zonder-look (Galio-Alliarion). 

## Naamgeving en codering
- Syntaxoncode voor Nederland (rVvN): r34Aa06

De wetenschappelijke naam Heracleo-Sambucetum ebuli is afgeleid van de botanische namen van twee belangrijke soorten van de associatie; dit zijn gewone berenklauw (Heracleum sphondylium) en kruidvlier (Sambucus ebulus).

## Fysiognomie
Het vegetatieaspect van de kruidvlier-associatie wordt vooral bepaald door witbloeiende ruigtekruiden, waaronder vooral gewone berenklauw en kruidvlier.

### Symmorfologie
De formatie waarin deze associatie verschijnt is een ruigte die meestal optreedt in de vorm van een zoomvegetatie. De kruidlaag is dominant.

## Verspreiding
Het verspreidingsgebied van de kruidvlier-associatie omvat ruwweg het deel van Centraal-Europa ten noordwesten van de Alpen. De associatie komt ook in Nederland en Vlaanderen voor. In Midden-Nederland vormt een deel van de noordgrens van het verspreidingsgebied van de associatie. In Nederland komt de associatie voor in Zuid-Limburg en het oostelijke deel van het rivierengebied, hoofdzakelijk de Over-Betuwe en het Rijk van Nijmegen.

## Fotogalerij

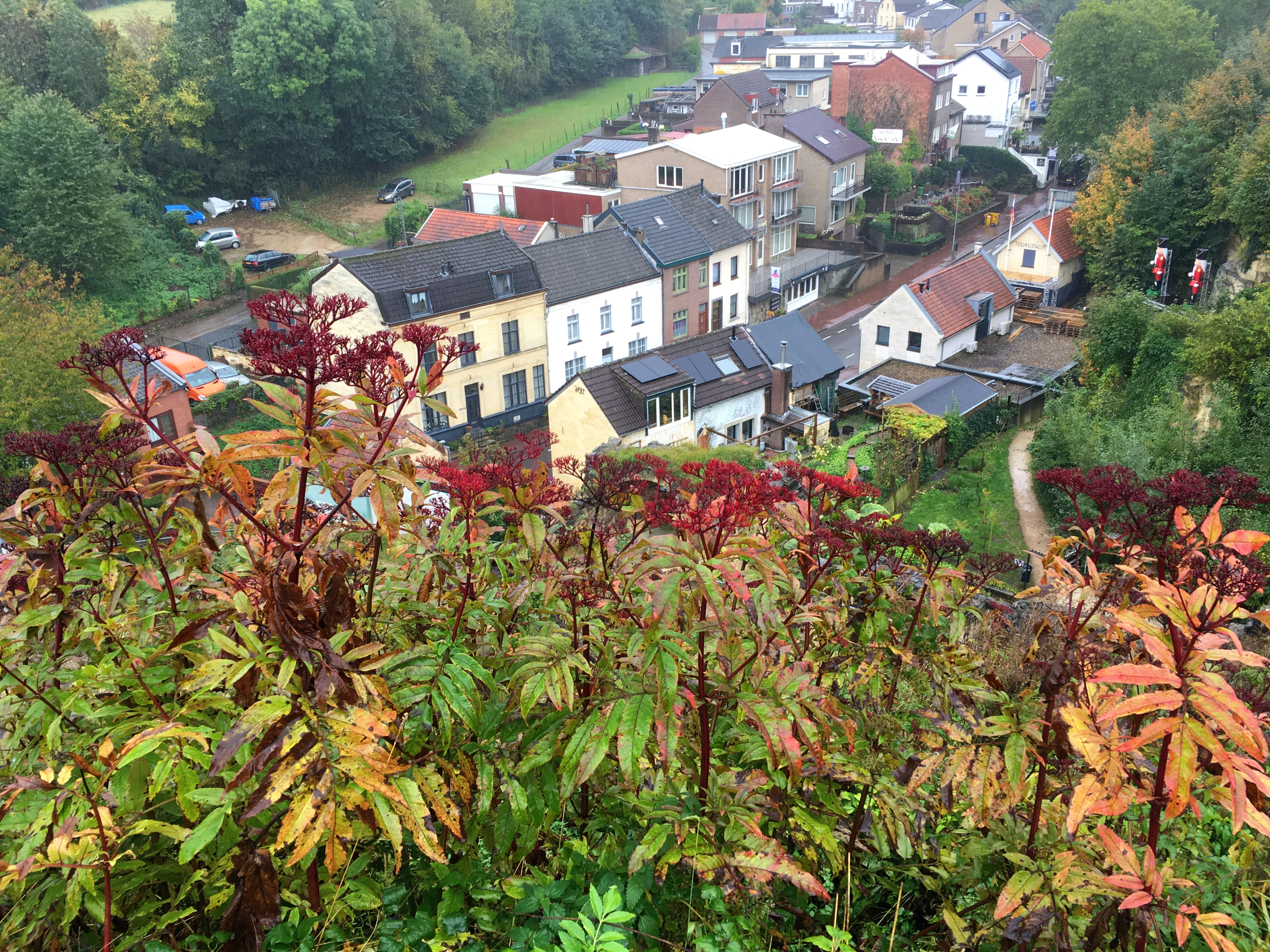
Een herfstaspect van de kruidvlier-associatie
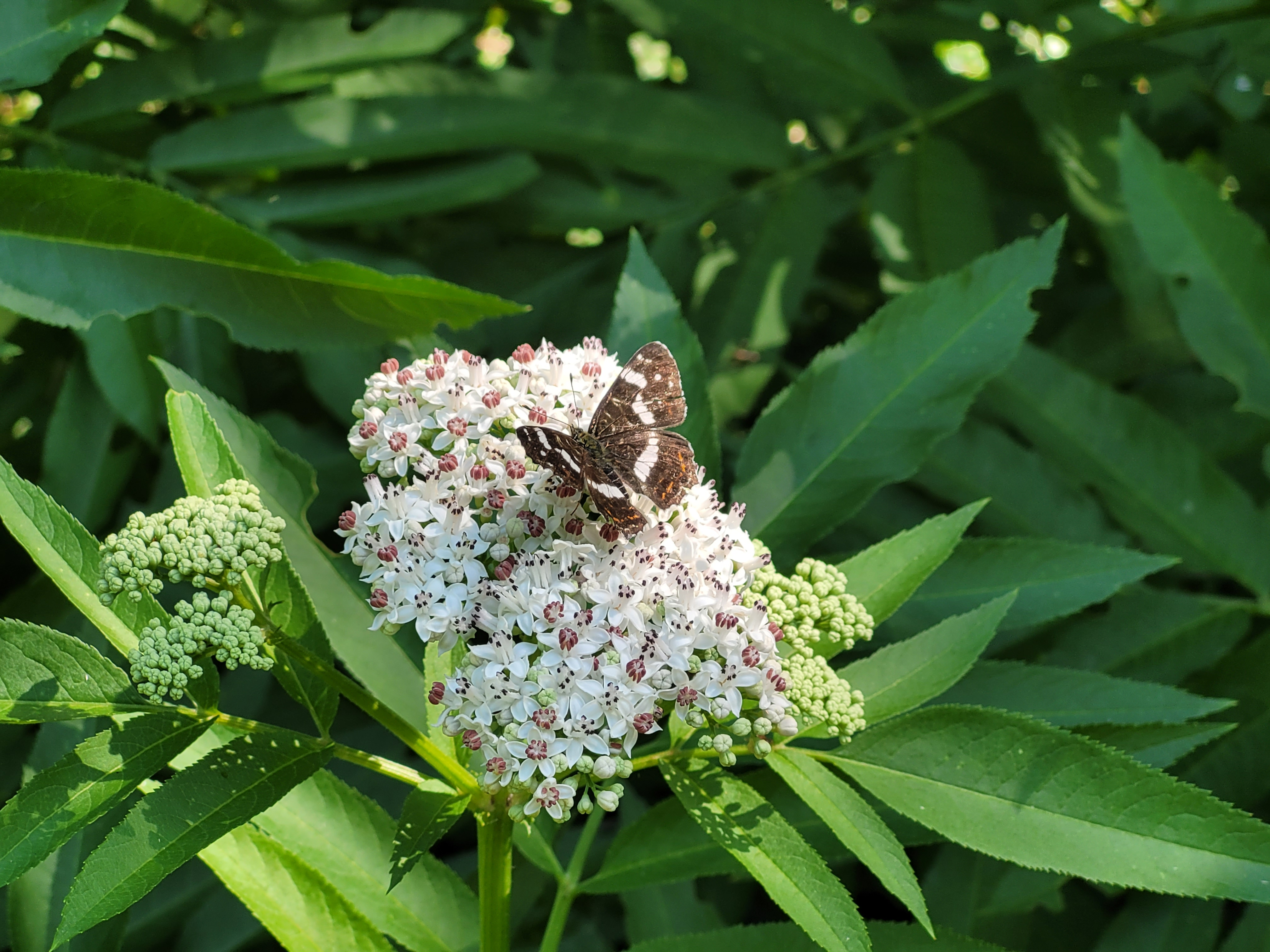
Kleine ijsvogelvlinder in de kruidvlier-associatie